# Борошно (мінералогія)
Борошно – частина назви ряду мінералів. 
Розрізняють:
- Борошно арсениста (зайва назва порошкуватого арсеноліту);
- Борошно біле кварцове (маршаліт – тонкопорошкуватий мучнистий різновид кварцу);
- Борошно гірське (маршаліт);
- Борошно крем’яне (застаріла назва порошкуватого різновиду опалу);
- Борошно небесне (порошкуватий гіпс).